# Harusaki sentimental
Harusaki sentimental (春咲センチメンタル?, Harusaki senchimentaru) è il diciassettesimo singolo della rock band visual kei giapponese Plastic Tree. È stato pubblicato il 10 marzo 2004 dall'etichetta major Universal Music.

## Tracce
Dopo il titolo è indicata fra parentesi "()" la grafia originale del titolo.
1. Harusaki sentimental (春咲センチメンタル?) - 5:15 (Ryūtarō Arimura)
2. Honjitsu wa seiten nari (本日は晴天なり?) - 4:53 (Akira Nakayama - Tadashi Hasegawa)

## Altre presenze
- Harusaki sentimental:
  - 25/08/2004 - cell.
  - 26/10/2005 - Best Album
- Honjitsu wa seiten nari:
  - 05/09/2007 - B men gahō

## Formazione
- Ryūtarō Arimura - voce e seconda chitarra
- Akira Nakayama - chitarra e cori
- Tadashi Hasegawa - basso e cori
- Hiroshi Sasabuchi - batteria